# Správní obvod obce s rozšířenou působností Hlinsko
Správní obvod obce s rozšířenou působností Hlinsko je od 1. ledna 2003 jedním ze dvou správních obvodů rozšířené působnosti obcí v okrese Chrudim v Pardubickém kraji. Čítá 22 obcí.
Správní obvod obce s rozšířenou působností státní správy svěřené městu Hlinsko je shodný se správním obvodem jeho působnosti obce s pověřeným obecním úřadem. Městský úřad Hlinsko vykonává agendy v určeném rozsahu přenesené (delegované) státem jak v rámci jeho rozšířené působnosti státní správy, tak v působnosti pověřeného obecního úřadu.
Ministerstvo vnitra České republiky, na základě ustanovení zákona č. 314/2002 ze dne 13. června 2002, o stanovení obcí s pověřeným obecním úřadem a stanovení obcí s rozšířenou působností obce, vymezilo správní obvody územím obcí do nich náležejících Vyhláškou č. 388/2002 ze dne 15. srpna 2002; v ustanovení § 8 pro Pardubický kraj a správní obvod obce s pověřeným obecním úřadem, též Hlinsko a v § 21 pro Pardubický kraj a správní obvod obce s rozšířenou působností, též Hlinsko.
Dnem 1. ledna 2003 na obec s rozšířenou působností Hlinsko přešla část původních kompetencí Okresního úřadu v Chrudimi, zrušeného ke dni 31. prosince 2002; některé agendy bývalého okresního úřadu byly předány krajskému úřadu Pardubického kraje na základě zákona č. 320/2002, o změně a zrušení některých zákonů v souvislosti s ukončením činnosti okresních úřadů.

## Geografie

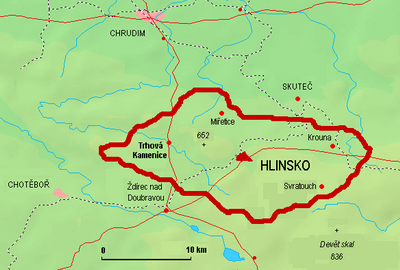
Orientační mapka správního obvodu ORP Hlinsko

Obce zahrnuté do správního obvodu s rozšířenou působností Hlinsko (též správního obvodu obce s pověřeným obecním úřadem) leží převážně v kopcovité krajině Sečské vrchoviny v pohoří Železných hor, okrajová východní část na katastrálním území obce Svratouch v oblasti Žďárských vrchů, která je součástí Hornosvratecké vrchoviny.
Krajina s rozsáhlými lesy, loukami a pastvinami, v mnoha obcích s typickou lidovou architekturou (Dědová, Hamry, Hlinsko s městskou památkovou rezervací Betlém – součást a sídlo Muzea v přírodě Vysočina, Kameničky, Vortová, Všeradov a obec Vysočina s expozicí vesnice Veselý Kopec, součást Muzea v přírodě Vysočina) se v severní části vyznačuje mírně zvlněnou pahorkatinou (část obcí Holetín, Krouna, Miřetice, Otradov, Pokřikov, Tisovec a Včelákov) v oblasti Skutečské pahorkatiny.
Obce v jižní a jihovýchodní části správního obvodu leží ve vyšších nadmořských výškách Kameničské vrchoviny s nejvyšším bodem U oběšeného (738 m n. m.), severozápadně nad Svratouchem, který je současně nejvyšším vrcholem Sečské vrchoviny i pohoří Železných hor.
Vrcholem „U oběšeného" prochází rozvodnice hlavního evropského rozvodí Labe - Dunaj (úmoří Severního a Černého moře). Pod vrcholem pramení Chlumětínský potok, řeka Krounka a nejvýznamnější řeka oblasti Chrudimka, k jejímuž povodí náleží vodní toky na území většiny obcí správního obvodu. Jihovýchodní část katastrálního území obce Svratouch s potoky Svratouch / Řivnáč a Brodek náleží do povodí řeky Svratky.
Území správního obvodu překrývají dvě velkoplošné chráněné krajinné oblasti, rozlohou větší Chráněná krajinná oblast Žďárské vrchy (obce Dědová, Hamry, část Hlinska, Jeníkov, Kameničky, Kladno, část Krouny, Studnice, Svratouch, část Trhové Kamenice, Vítanov, Vortová, Všeradov a část obce Vysočina) a Chráněná krajinná oblast Železné hory (část území obcí Miřetice, Trhová Kamenice, Včelákov a Vysočina).

## Seznam obcí
Poznámka: Města jsou vyznačena tučně, městyse kurzívou.
| Obec            | Status | Pověřená obec | Katastrální výměra km² | Nadmořská výška | Částí obce | Katastrálních území |
| --------------- | ------ | ------------- | ---------------------- | --------------- | ---------- | ------------------- |
| Dědová          | obec   | Hlinsko       | 3,89                   | 658             | 1          | 1                   |
| Hamry           | obec   | Hlinsko       | 3,82                   | 585             | 1          | 1                   |
| Hlinsko         | město  | Hlinsko       | 24,27                  | 550-670         | 6          | 4                   |
| Holetín         | obec   | Hlinsko       | 10,66                  | 570             | 3          | 2                   |
| Jeníkov         | obec   | Hlinsko       | 5,82                   | 648             | 1          | 1                   |
| Kameničky       | obec   | Hlinsko       | 7,82                   | 625             | 2          | 2                   |
| Kladno          | obec   | Hlinsko       | 4,25                   | 601             | 1          | 1                   |
| Krouna          | obec   | Hlinsko       | 34,37                  | 530             | 6          | 5                   |
| Miřetice        | obec   | Hlinsko       | 17,13                  | 390             | 8          | 3                   |
| Otradov         | obec   | Hlinsko       | 5,53                   | 502             | 1          | 1                   |
| Pokřikov        | obec   | Hlinsko       | 4,84                   | 497             | 1          | 1                   |
| Raná            | obec   | Hlinsko       | 7,03                   | 485             | 3          | 2                   |
| Studnice        | obec   | Hlinsko       | 15,71                  | 624             | 3          | 3                   |
| Svratouch       | obec   | Hlinsko       | 12,71                  | 655             | 2          | 1                   |
| Tisovec         | obec   | Hlinsko       | 5,95                   | 437             | 5          | 2                   |
| Trhová Kamenice | městys | Hlinsko       | 20,38                  | 535             | 7          | 3                   |
| Včelákov        | městys | Hlinsko       | 13,55                  | 493             | 7          | 3                   |
| Vítanov         | obec   | Hlinsko       | 6,52                   | 548             | 2          | 2                   |
| Vojtěchov       | obec   | Hlinsko       | 7,12                   | 528             | 2          | 1                   |
| Vortová         | obec   | Hlinsko       | 12,14                  | 612             | 2          | 2                   |
| Všeradov        | obec   | Hlinsko       | 5,08                   | 572             | 3          | 1                   |
| Vysočina        | obec   | Hlinsko       | 17,87                  | 530-640         | 7          | 4                   |

## Obyvatelstvo
| Rok  | Obyv.  | ± %    |
| ---- | ------ | ------ |
| 1869 | 25 954 | —      |
| 1880 | 26 034 | +0,3 % |
| 1890 | 25 897 | −0,5 % |
| 1900 | 27 042 | +4,4 % |
| 1910 | 28 704 | +6,1 % |

| Rok  | Obyv.  | ± %     |
| ---- | ------ | ------- |
| 1921 | 27 671 | −3,6 %  |
| 1930 | 29 459 | +6,5 %  |
| 1950 | 23 158 | −21,4 % |
| 1961 | 24 147 | +4,3 %  |
| 1970 | 23 587 | −2,3 %  |

| Rok  | Obyv.  | ± %    |
| ---- | ------ | ------ |
| 1980 | 22 823 | −3,2 % |
| 1991 | 22 360 | −2 %   |
| 2001 | 21 824 | −2,4 % |
| 2011 | 21 056 | −3,5 % |
| 2021 | 20 406 | −3,1 % |